# Hycklingeorgeln
Hycklingeorgeln är en piporgel, byggd av Pehr Schiörlin 1810 som ursprungligen stått i Hycklinge kyrka i Östergötland. Numera finns den på Statens historiska museum i Stockholm.

## Kronologi
- 1947 överlät Nordiska museet till Statens historiska museum den piporgel, byggd 1810 av Pehr Schiörlin, som man förvärvat från Hycklinge kyrka i Östergötland.
- 1954 sattes Hycklingeorgeln upp i museets barocksal av den danska firman Theodor Frobenius & Co. Samtidigt erhöll man de ursprungliga fasadpiporna från Hycklinge och orgeln försågs med en provisorisk fasad. Verket är mekaniskt och har svarta undertangenter. Nästan alla pipor är ljudande.
- 1963 renoverades orgeln av Magnus Fries, Sparreholm.
- 1974 - Originalfasaden sattes upp av Robert Gustavsson, Härnösand och till Hycklinge kyrka tillverkades en kopia av originalet.
- 1979 - Temperering i schiörlintemperatur utfördes av Mads Kjersgaard, varvid lufttrycket höjdes från 58 mm till den sannolikt ursprungliga om cirka 74 mm. En 1974 insatt stötfångarbälg avlägsnas.

## Diskografi
- Voluntary d-moll / Arnér, Gotthard, orgel. Singel. Statens historiska museum. Utan nummer och årtal.